# Zhangixalus schlegelii
Zhangixalus schlegelii – gatunek płaza bezogonowego z rodziny nogolotkowatych (Rhacophoridae), występujący endemicznie na japońskich wyspach Honsiu, Sikoku, Kiusiu i kilku mniejszych. Nazwany na cześć zoologa Hermanna Schlegla. Dorasta do 5,3 cm długości. Zasiedla mokradła. Podczas rozrodu samice wytwarzają gniazdo składające się z ubitej piany, do którego składają jaja zapładniane następnie przez samca. Gatunek najmniejszej troski (LC) w związku z szerokim zasięgiem występowania i dużą populacją.

## Informacje ogólne
Epitet gatunkowy pochodzi od nazwiska dziewiętnastowiecznego niemieckiego zoologa Hermanna Schlegla.
Samce osiągają długość 3,2–4,3 cm, a samice 4,3–5,3 cm. Słabo rozwinięte błony pławne spinające palce u stóp i dłoni. Opuszki palców u dłoni zakończone przylgami. Skóra na grzbiecie prawie całkowicie gładka. Występują fałdy nadbębenkowe, brak natomiast fałd grzbietowo-bocznych. Samce posiadają żółtawobiałe modzele godowe, a ich gardła mają ciemną barwę. Występuje 7–8 zębów lemieszowych (ang. vomerine teeth).
Jego mitochondrialny DNA cechuje się dużymi jak na kręgowce rozmiarami: składa się z około 21 359 par zasadowych. Jest to spowodowane obecnością dwóch regionów kontrolnych składających się ponadto z dużej liczby sekwencji powtarzalnych.

## Zasięg występowania i siedlisko
Endemit. Występuje wyłącznie w Japonii – na wyspach Honsiu, Sikoku i Kiusiu oraz niektórych pobliskich mniejszych wyspach. Zasiedla tereny podmokłe, od zalesionych obszarów górskich i pagórkowatych po niziny, a zwłaszcza pola ryżowe. Jest spotykany w przedziale wysokości 10–1600 m n.p.m. W niektórych obszarach występowania gatunek ten jest sympatryczny ze spokrewnionym Zhangixalus arboreus.

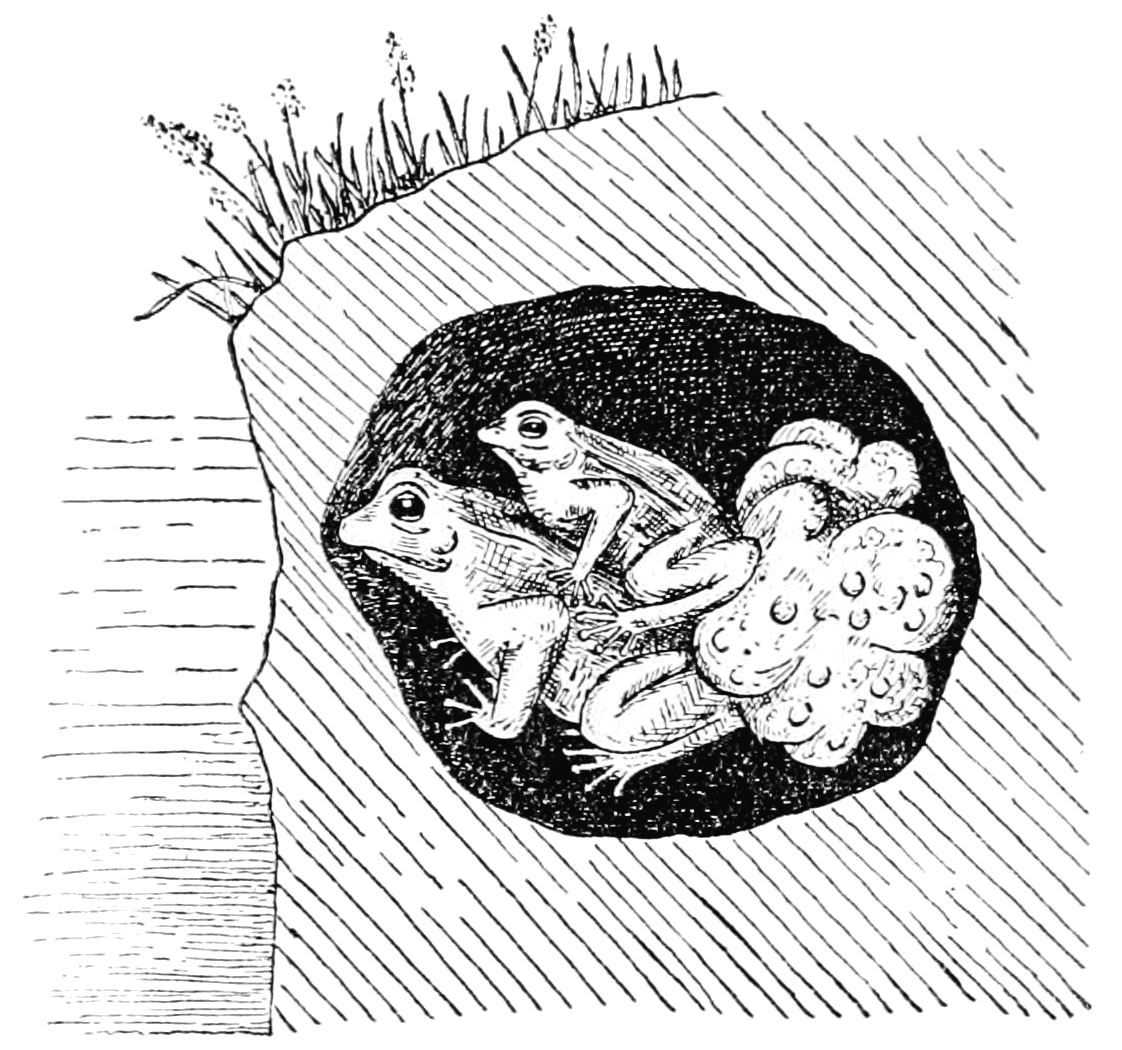
Ilustracja przedstawiająca kopulację samca (na górze) i samicy (na dole) Z. schlegelii w norze

## Rozmnażanie i rozwój
Po wybudzeniu z zimowej hibernacji samice wykopują nory w pobliżu zbiorników wody, najczęściej na brzegach pól ryżowych. Nora ma średnicę 6–9 cm i znajduje się 10–15 cm nad powierzchnią wody. Samica następnie przenosi samca na plecach i oboje zagrzebują się w norze. Będąc w norze, samica wydziela płyn z kloaki, który ubija stopami, tworząc tym samym pianę. Następnie składa do niej jaja, które zapładniane są przez samca. Zaobserwowano również zakradanie się samców bez par do zajętych nor w celu zapłodnienia jaj. Następnie samiec i samica opuszczają gniazdo. Po jakimś czasie z jaj wykluwają się kijanki, które wypełzają przez dziurę pozostawioną przez rodziców, wydostając się tym samym z gniazda do pobliskiego zbiornika wody. W 2020 roku odnotowano również po raz pierwszy gniazda z piany przyczepiane do roślinności znajdującej się w pobliżu zbiornika wodnego, podobnie jak u Z. arboreus.

## Status
Gatunek najmniejszej troski w związku z szerokim zasięgiem występowania, dużą populacją, odpornością na zmiany środowiskowe.